# 迪爾 (馬里蘭州)
迪爾（英語：Deale）是位於美國馬里蘭州安妮阿倫德爾縣的一個普查規定居民點。

## 人口
根據2020年美國人口普查的數據，迪爾的面積為15.37平方千米，當中陸地面積為13.65平方千米，而水域面積為0.00平方千米。當地共有人口4943人，而人口密度為每平方千米321.6人。